# HD148199
HD148199 — хімічно пекулярна зоря спектрального класу B9, що має видиму зоряну величину в смузі V приблизно  7,0.
Вона  розташована на відстані близько 491,2 світлових років від Сонця.

## Пекулярний хімічний склад
Зоряна атмосфера HD148199 має підвищений вміст 
Si
.

## Магнітне поле
Спектр даної зорі вказує на наявність магнітного поля у її зоряній атмосфері.
Напруженість повздовжної компоненти поля оціненої з аналізу
крил ліній Бальмера
становить  898,7± 247,1 Гаус.